# FC Eintracht Leipzig
Der FC Eintracht Leipzig  (ab 1920 SV Eintracht Leipzig) war ein deutscher Fußballclub aus Leipzig, der von 1904 bis 1945 existierte. Heimstätte war der Eintracht-Sportpark am Forsthaus Raschwitz. Die 1910 eingeweihte Anlage bot 15.000 Zuschauern Platz und wurde nach dem Zweiten Weltkrieg überbaut. Bereits seit 1938 spielten die Fußballmannschaften der Eintracht auf dem Sportplatz an der Neuen Linie. 

## Verein
Eintracht Leipzig wurde im Jahr 1904 gegründet und gehörte zu den Gründungsmitgliedern des Neuen Leipziger Fußball-Verbandes. Im Anschluss agierten die Sachsen in der Meisterschaft des Verbandes Mitteldeutscher Ballspiel-Vereine. In den Spielzeiten 1915 und 1915/16 sowie 1916/17 durchbrach die Eintracht im Gau Leipzig/Nordwestsachsen kurzzeitig die Dominanz der großen Leipziger Clubs des VfB Leipzig, Wacker Leipzig und der SpVgg 1899 Leipzig.
1915 gewann Eintracht die Meisterschaft des Gau Nordwestsachsen, die aufgrund des Ersten Weltkrieges nur mit einer neutralen Runde ausgetragen wurde (11:3 Punkte). 1915/16 erreichte der Verein den 1. Platz mit 26:2 Punkten bei nur einer Niederlage (0:1 VfB Leipzig) klar vor FC Fortuna Leipzig und VfB Leipzig. 1916/17 gelang die dritte Meisterschaft in Folge mit einem Punkt vor dem VfB. Größter Erfolg der Vereinsgeschichte war der Gewinn der Mitteldeutschen Meisterschaft im Jahr 1916, in der sich Eintracht Leipzig unter anderem gegen den SC 1903 Weimar sowie den Dresdner SC gegen Borussia Halle durchsetzte. Als Mitteldeutscher Meister wäre die Eintracht auch für die Endrunde zur deutschen Meisterschaft qualifiziert gewesen, diese fand jedoch durch den Ersten Weltkrieg nicht statt. Bis 1933 spielte Eintracht weiter in der 1. Klasse des Gau Nordwestsachsen (höchst mögliche Liga) und erreichte meist vordere Plätze, ohne in die Meisterschaft eingreifen zu können. In die ab 1933 eingeführte Gauliga Sachsen konnte Eintracht nie aufsteigen. Sie spielten bis 1944 in der zweitklassigen Fußball-Bezirksklasse Leipzig. Nach 1945 wurde der Verein aufgelöst. Eine Neugründung erfolgte nicht. Seit 1990 spielt an der Südkampfbahn/Raschwitzer Straße der SV Eintracht Leipzig-Süd.

## Statistik
- Meister Gau Leipzig/Nordwestsachsen: 1915/16, 1916/17
- Mitteldeutscher Meister: 1915/16